# 申東赫
申 東赫（シン・ドンヒョク、朝鮮語: 신 동혁、1982年11月19日 - ）は、韓国在住の人権活動家。

## 来歴
2007年4月29日に『真相報道 バンキシャ!』にて報道されたことで日本でも有名となった。
1982年に平安南道价川市 国家安全保衛部管轄 第14号管理所（強制収容所）内 完全統制区域に収容されていた男女の表彰結婚後に申は誕生した。表彰結婚とは強制収容所で労働功績を残した未婚男女が年数回無作為に選ばれ1週間程度一緒に暮らす制度であり、生まれた子供は強制労働の労力と扱われるため収容所内学校では地球が丸いのか平らなのかということや金一族の存在も教えられず、足し算引き算と労働に必要な単語しか教育されない。申は肉体労働・ミシン修理工関連語彙は専門的であるが日常会話の感情表現語彙（「愛する」「善良」「悔しい」「嬉しい」など）が乏しいと述べている。
申は12歳時に中学校へ送られ、母から離されて他の子供たちと一緒にされ強制労働となった。中学校では授業はなく草刈り・収穫・肥やし運びを含むあらゆる肉体労働をさせられた。ある日母の顔色がとても悪く衰弱していて頭痛を訴えていたが仕事が免除されなく役人は仕事の遅さに激怒した。他の囚人たちの昼食時に母は陽が照る中で両手を挙げ泥道にひざまずいているよう命令され、1時間半後に戻ってきた後仕事を始めるよう命令され、できる限り仕事をしたが3時半頃に意識を失い、その夜に罰則会議で2時間ひざまずかされ囚人40人に怠慢さを罵られた。1996年に母と兄が脱走を企てるが失敗し、13歳の申にも激しい拷問が加えられ、7ヶ月間地下の秘密監獄で拷問が加えられた。拷問ではあらゆる種類の拷問器具が置いてある拷問室に連れて行かれ、裸にされ、足には手錠をかけられ、両手はロープで縛られ、天井から宙吊りにされた。拷問者が炭火を起こし背中の真下に持ってきて腰が焼けるのを感じて金切り声を上げた。拷問者は身をよじるのを止めるために鋼鉄の鉤針で股間のあたりを突き刺し激痛で失神し、意識が戻った時には自分の糞尿の悪臭に満たされた独房に戻されていた。下腹部には血と傷跡があり、日が経つに連れて痛みが増し肉肌が腐り始め、悪臭で看守も独房に入るのを避けた。7ヶ月間の拷問後に目隠しをされ外に連れ出され、母と兄の公開処刑を強制的に見せられた。母は頭から足まで膨れており、兄は非常に弱っていて骨が皮膚の上に浮き上がっていた。母は絞首刑、兄は銃殺刑となった。
その後申は18号管理所へ移送されるが、2005年1月に収容所から脱出して北朝鮮国内を北上し、2月に豆満江を渡り中国へ脱北。中国国内を転々としていたが2006年2月に上海の韓国領事館に入り、身柄を保護されて2006年8月に韓国入国。現在も申の体には拷問の傷跡が残り、腕が逆に曲がっており、精神的にも強度のPTSDもあり、韓国一般社会に馴染めずにいるが、強制収容所の証言講演活動とボランティア活動を海外にて行っている。

## 証言における虚偽について
2015年1月に自伝の共著者に自身の証言に虚偽があったことを認めた。申は当初14号収容所から脱出したと証言していたが、脱出したのは14号収容所ではなく移送された18号収容所だと訂正している。

## 書籍

### 単著
- 『収容所に生まれた僕は愛を知らない』KKベストセラーズ、2008年3月15日。ISBN 9784584130612。

## 映画
- 北朝鮮強制収容所に生まれて（Camp 14: Total Control Zone） 提供：マクザム 配給：パンドラ - 2014年3月渋谷ユーロスペースにて公開